# سیارک ۲۶۰۷۵
سیارک ۲۶۰۷۵ (به انگلیسی: 26075 Levitsvet، نامگذاری:1978PA3) بیست و شش هزار و هفتاد و پنجمین سیارک کشف شده‌است که در ۸ اوت ۱۹۷۸ کشف شد.
قدر مطلق سیارک برابر ۱۳.۵ است.